# Río Ruza
El río Ruza (del ruso: Руза) es un río del óblast de Moscú, afluente por la izquierda del Moscova, en la cuenca hidrográfica del Volga, ya que el Moscova es tributario del Oká

## Geografía

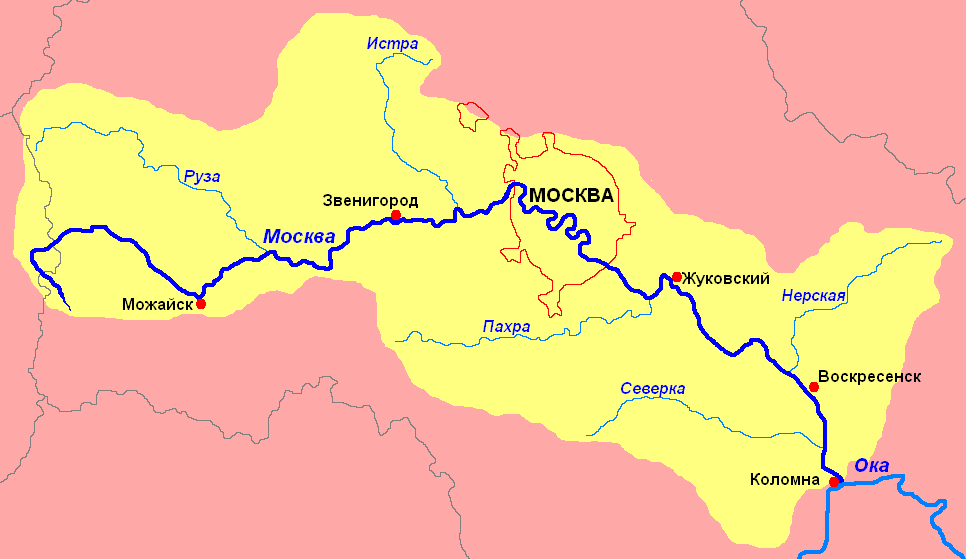
Mapa en ruso del río Moscova en el que aparece el río Ruza (Руза), que es su primer gran afluente

El Ruza tiene una longitud de 145 km y drena una cuenca hidrográfica de 1990 kilómetros cuadrados. Es de régimen nival, con su caudal máximo en abril y mayo. El caudal medio es de 13.1 m3/sa 16 km de su desembocadura. El Ruza permanece helado generalmente de noviembre a abril.

## Topónimo
El río atraviesa la ciudad de Ruza, situada a 100 km al oeste de Moscú.

## Uso
En el río se han construido instalaciones recreativas y sanitarias. Sobre el río y su afluente, el Oziorna, se han construido embalses que forman parte del sistema de abastecimiento de la capital, Moscú.